# Fat Man and Little Boy
Fat Man and Little Boy is een film uit 1989 over het Manhattanproject, de geheime poging van de geallieerden om het eerste kernwapen te ontwikkelen tijdens de Tweede Wereldoorlog. De film is vernoemd naar de codenamen van de kernwapens "Fat Man" en "Little Boy", en mogelijk ook een referentie aan de gezette Leslie Groves en de schijnbaar veel jongere Robert Oppenheimer, respectievelijk het militaire en het wetenschappelijke hoofd van het project, die de hoofdrol spelen in het verhaal.
De film werd geregisseerd door Roland Joffe en geschreven door Joffe en Bruce Robinson.

## Verhaal
Gedurende de Tweede Wereldoorlog, in september 1942, krijgt generaal Leslie Groves (Paul Newman) de opdracht een atoombom te bouwen om de Duitsers te verslaan. Groves neemt fysicus Robert Oppenheimer (Dwight Schultz) aan om het laboratorium te beheren waar de wetenschappers betrokken bij het project werken. De generaal werkt in het Pentagon en is uiterst geschikt om een topgeheim wapenproject te leiden. Professor Oppenheimer was een rijzende ster onder het departement van fysici aan de prestigieuze University of California, Berkeley. De verschillen in persoonlijkheid tussen Groves en Oppenheimer conflicteren vaak als het aankomt op het leiden van het project. Ook raakt Oppenheimer vaak in conflict met de andere wetenschappers, die discussiëren over de vraag of hun persoonlijk geweten een rol moet spelen of niet.
Oppenheimer, die als kind zeer veel hield van het noorden van New Mexico toen zijn familie daar een huisje bezat, kiest een afgelegen locatie boven op een plateau naast een vallei genaamd Los Alamos Canyon, ten noordwesten van Santa Fe, als de locatie voor de nieuwe onderzoeksfaciliteit.
Verpleegster Kathleen Robinson (Laura Dern) en de jonge fysicus Michael Merriman (John Cusack) stellen zich vragen bij wat ze moeten doen. Doordat ze tijdens een experiment met weinig bescherming tegen straling werken, laat Michael een radioactief onderdeel vallen (een waargebeurd ongeluk met de zogenaamde "Demon Core") en pakt het met de hand weer op om een ramp te voorkomen, maar hierbij wordt hij blootgesteld aan een fatale dosis straling. In het ziekenhuis kan Kathleen slechts toekijken terwijl hij grote zwellingen en misvormingen ontwikkelt vooraleer enkele dagen later een miserabele dood te sterven.
Terwijl de technische problemen opgelost worden, onderneemt men een militair onderzoek om buitenlandse spionage te voorkomen, vooral van sympathisanten van het communisme die misschien geassocieerd zijn met socialistische organisaties. De resultaten onthullen dat Oppenheimer een jonge maîtresse heeft, Jean Tatlock (Natasha Richardson), en hem wordt door het leger bevolen om de relatie stop te zetten. Nadat hij dat gedaan heeft zonder de geheime redenen erachter te kunnen vrijgeven, is Jean niet in staat de hartenpijn te verdragen en wordt later dood aangetroffen.
Technische problemen veroorzaken vertragingen en ruzies terwijl het project verdergaat op meerdere sites verspreid over Amerika. Om te vermijden dat het hele plan instort bij één enkele fout, implementeert men twee afzonderlijke bomontwerpen: een grote, zware plutoniumbom die door middel van holle ladingen implodeert, en een alternatief ontwerp voor een dunne, minder zware uraniumbom die geactiveerd wordt door springstoffen. Uiteindelijk test men de ontwerpen in Zuid-Centraal New Mexico op de Trinity Site in de Alamogordowoestijn (op 16 juli 1945, 05.29.45), waar iedereen met ontzag het spektakel bekijkt van de eerste paddenstoelwolk.
Uiteindelijk waren zowel Fat Man als Little Boy 'succesvol'.

## Rolverdeling
| Acteur             | Personage               |
| ------------------ | ----------------------- |
| Paul Newman        | Leslie Groves           |
| Dwight Schultz     | Robert Oppenheimer      |
| Bonnie Bedelia     | Kitty Oppenheimer       |
| John Cusack        | Michael Merriman        |
| Laura Dern         | Kathleen Robinson       |
| Todd Field         | Robert Rathbun Wilson   |
| Ron Frazier        | Peter de Silva          |
| John C. McGinley   | Richard Schoenfield, MD |
| Natasha Richardson | Jean Tatlock            |
| Ron Vawter         | Jamie Latrobe           |
| Michael Brockman   | William 'Deke' Parsons  |
| Del Close          | dr. Kenneth Whiteside   |
| John Considine     | Robert Tuckson          |
| Allan Corduner     | Franz Goethe            |
| Joe D'Angerio      | Seth Neddermeyer        |
| Jon DeVries        | Johnny Mount            |

## Basis
De meeste personages waren gebaseerd op bestaande personen en de meeste gebeurtenissen authentiek.
Het personage van Michael Merriman is een fictief mengsel van verschillende personen en werd in de film gestoken als moreel kompas als de "gewone man". Een deel van het personage is losjes gebaseerd op de populaire (toenmalige) jonge wetenschapper Louis Slotin. In tegenstelling tot Merrimans dood in de film, vonden het ongeluk en de dood van Slotin plaats na het droppen van de bommen op Japan, en zijn vroegtijdige dood werd door sommigen gevreesd als karma na de gebeurtenis. Een soortgelijke blunder deed zich voor minder dan twee weken na de Nagasakibom en eiste het leven van Harry Daghlian. Beide incidenten traden op met dezelfde plutoniumkern, die bekend kwam te staan als de Demon Core.
Zelfs voordat Oppenheimer verkozen werd tot wetenschappelijke leider van het Manhattan Project, hield de FBI hem in het oog. Eenmaal geselecteerd, intensiveerde de surveillance: elk telefoongesprek werd opgenomen en elk contact met anderen genoteerd. Na zijn aanstelling sprak hij maar één keer af met Tatlock, in juni 1943. Zij vertelde hem toen dat ze nog steeds van hem hield en met hem wilde samenzijn. Hij zag haar nooit meer terug na die nacht samen doorgebracht te hebben. Zes maanden na hun ontmoeting pleegde ze zelfmoord.

## Productie
Het filmen vond plaats tijdens de herfst van 1988, hoofdzakelijk buiten Durango, Durango, Mexico, waar het Los Alamos onderzoekscentrum werd nagebouwd. Dit nabouwen vereiste 35 gebouwen en kostte twee miljoen dollar.

## Reactie
De uiterst dramatische film bevat ook een sterk uitgelijnd, romantisch muziekstuk gecreëerd door componist Ennio Morricone.
De film werd bekritiseerd wegens verdraaiing van feiten voor dramatisch effect, en wordt ook aangehaald als voorbeeld van een slechte selectie van acteurs bij de keuzes van Paul Newman voor generaal Groves en Dwight Schultz voor Oppenheimer. De film bracht minder dan vier miljoen dollar op bij zijn oorspronkelijke uitgave.